# Ліонель Еверард Неп'єр
Ліонель Еверард Неп'єр CIE FRCP (9 жовтня 1888, Престон, Ланкашир — 15 грудня 1957, Сільчестер, Гемпшир) — британський лікар, професор тропічної медицини, відомий підручником «Принципи та практика тропічної медицини» 1946 року та його книгою 1923 року, співавтором якої був Ернест Муїр, «Кала Азар: посібник для студентів та практиків».

## Біографія
Неп'єр закінчив школу імені Святого Джона у Лезерхеді, а потім вивчав медицину в лікарні Св. Варфоломея, отримавши кваліфікацію MRCS та LRCP в 1914 році. З 1915 по 1918 рр. Служив у Медичному Корпусі Королівської Армії. Також служив у Середземномор'ї та в Єгипті, на лікарняних кораблях та військових перевезеннях, а потім у Месопотамії, де він перейшов на посаду патологоанатома. Під час Першої світової війни Неп'єр служив у Бомбеї, де він перейшов на посаду патологоанатома а потім повернувся до Англії в 1919 році. Ектон і Ноулс стали професорами новоствореної Школи тропічної медицини в Калькутті і переконали Неп'єра приєднатись до складу персоналу патологоанатомом і спеціаліста-дослідника вісцерального лейшманіозу . Ернест Стрютерс і Неп'єр висунули гіпотезу, що піщана муха передає вісцеральний лейшманіоз. Він пропрацював у школі тропічної медицини Калькутти 22 роки ставши в 1935 році професором тропічної медицини (як наступник Ернеста Муїра), а згодом директором школи. У 1943 році Неп'єр покинув Індію.
Він працював помічником редактора «Індійської Медичної Газети» протягом п'яти років, а також як редактор — десять років. У 1943 році він поїхав до Колумбійського університету Нью-Йорка запрошеним професором і там, у 1946 році, закінчив підручник «Принципи та практика тропічної медицини» . Після повернення в Англію в 1946 р. він став редактором «Журналу тропічної медицини та гігієни».

## Нагороди та відзнаки
- 1940 — член Королівського колледжу лікарів[8]
- 1942 р. — товариш ордена Індійської імперії